# Pachyascus
Pachyascus är ett släkte av lavar. Enligt Catalogue of Life ingår Pachyascus i familjen Pachyascaceae, klassen Lecanoromycetes, divisionen sporsäcksvampar och riket svampar, men enligt Dyntaxa är tillhörigheten istället familjen Pachyascaceae, ordningen Lecanorales, klassen Lecanoromycetes, divisionen sporsäcksvampar och riket svampar.
| Pachyascus | \| \| Pachyascus lapponicus \| \| \| \| |
|            | \| \| Pachyascus lapponicus \| \| \| \| |
|            | Pachyascus lapponicus                   |
|            |                                         |

|  | Pachyascus lapponicus |
|  |                       |